# 頼政神社
頼政神社（よりまさじんじゃ）は、茨城県古河市錦町（観音寺町）にある神社。旧社格は村社である。もとは古河城南端の立崎曲輪（頼政曲輪とも言う）にあったが、 渡良瀬川の河川改修工事のため、大正元年（1912年）に古河城北端の現在地に移転された。

## 祭神とその伝承
祭神は源三位頼政（正一位頼政大明神）である。『古河志』・『許我志』に引用されている頼政神社縁起によれば、治承4年（1180年）の以仁王の挙兵において、源頼政が平氏に敗れて平等院鳳凰堂にて自害した後、従者が頼政の首を笈にいれて持ち帰ったところ、下総国葛飾郡古河の立崎（龍崎）で笈が急に岩のように重くなったため、この地に塚をもうけて祀ったとされる。このときの従者は、本縁起では「猪早太（いのはやた）」あるいは「下河辺総三郎」とされているが、該当する実存の人物は特定されていない。なお、『永享記』にも同様の記述があり、従者名が「下河辺三郎行吉」とされている。  　一方、下野小山氏の菩提寺・天翁院にある小山氏系譜には、下河辺行義が頼政の首を葬ったとある。
同様に、頼政の首を葬ったとする伝承は、茨城県龍ケ崎市の頼政神社にもある。伝承の正確さは良く分からないが、かつての古河は下河辺氏の拠点であり、下河辺氏は源頼政の郎党であった。龍ケ崎地方の在地領主であった龍崎氏も下河辺氏の流れであった。

## 歴史
神社としての創建については、江戸時代の延宝5年（1677年）、古河城主の土井利益が城内鎮護の神としたことを起源とする解説がある。しかし、もう一方では、元禄9年（1696年）に、城主の松平（大河内）信輝が城内に大河内氏の遠祖頼政が祀られていることを知り、神社として整備したことを起源とする説もある。このとき、信輝の弟輝貞は、大灯籠を寄進するとともに、居城の高崎城内にも頼政社を勧請した。また、信輝の長男信祝が三河国吉田藩（愛知県豊橋市）へ国替えとなった時、勧請して豊城（とよき）神社を建立した。
当時は城内にあったため、一般庶民は、年に一度の祭礼の日に参拝が許された。
明治になり城が廃された後、大正年間には渡良瀬川の洪水対策を目的として、大規模な河川改修工事が行われ、社殿があった古河城頼政曲輪も、本丸・二の丸等の中心部とともに削平されて、河川敷に変わった。このとき跡地から小規模な古墳が発見されている。当時の頼政曲輪の位置は、現在の渡良瀬川東岸・新三国橋周辺に相当する。
大正元年（1912年）、河川改修工事により、古河城北西端の土塁上に移されて、現在に至っている。移転後は旧古河町の西部八ヶ町（観音寺町・桜町・船渡町・片町・白壁町・仲之町・江戸町・厩町） の鎮守となった。祭礼は5月5日に行われている。かつては頼政自刃の旧5月26日であった。

## 境内
現在の社殿は古河城北西端の観音寺曲輪土塁上に建てられている。この土塁は、わずかに残された古河城遺構の一つでもある。境内社として、頼政守護神の八幡宮、船渡町から移した水神社、石町から移した大鳥神社がある。

## 文化財
- 立崎古墳副葬品： 古河城立崎曲輪にあった古墳の副葬品。金環、管玉、玉、刀の断片、鉄鏃片、計119点。大正元年（1912年）、河川改修工事の際に神社境内で古墳が発見されたため、工事で破壊される前に調査・発掘を行った結果、竪穴式円墳となっており、石室の壁と底は粘土で固めた軽石、蓋石には緑泥片岩が用いられていた。古墳の年代は6世紀後半と考えられている。古河市指定文化財（考古資料）。[8] [9]
- 手水鉢一基　燈籠二対　狛犬一対： 元禄9年（1696年）、城主の松平（大河内）信輝が城内に頼政神社を整備したとき、信輝の弟輝貞が、大燈籠を寄進し、家臣達が手水鉢と燈籠を寄進した。狛犬の寄進者は不明。江戸時代前期の作風を伝えている。古河市指定文化財（歴史資料）。[10]

## 交通
- 鉄道
  - JR宇都宮線(東北本線)古河駅西口から徒歩15分（約1.3km）、タクシー10分、市内観光用無料レンタル自転車「コガッツ」利用可[11]
  - 東武日光線新古河駅東口から徒歩15分（約1.2km）